# بلازما غنية بالصفائح الدموية
البلازما الغنية بالصفائح الدموية (اختصارًا PRP) هي تقنية حديثة تُستخدم في علاج العديد من الحالات المرضية تقوم على فصل عينة من دم المريض ثم تثفيل هذه العينة للحصول على بلازما دموية غنية بالصفائح الدموية (مصدر مركز من الصفائح الدموية الذاتية)، ثم يتم حقنها بالأماكن التي تحتاج معالجة. حيث تحتوي على عدة عوامل من عوامل النمو والسيتوكينات الأخرى المختلفة التي تحفز التئام الأنسجة والعظام.
تقوم هذه التقنية على تحفيز انقسام الخلايا الجذعية التي هي خلايا بدائية لها القدرة على الانقسام والتكاثر لتعطي أنواعاً مختلفة من الخلايا المتخصصة كخلايا الجلد والخلايا الغضروفية وغيرها. هذه الخلايا الجذعية مسؤولة عن تجديد الخلايا التالفة مما يؤدي إلى إنتاج خلايا جديدة بشكلٍ ذاتي للجسم وتجديد الأنسجة. وتعزيز نمو الأوعية الدموية الجديدة وتحفيز عملية التئام الجروح.
هذه التقنية طريقة آمنة تماماً وبدون أي أثار جانبية على الإطلاق على المدى الطويل، لأنها تعتمد على حقن مواد ذاتية من نفس المريض وبالتالي لا يوجد أي مخاوف من رفض الجسم للمادة المحقونة أو من انتقال أي عدوى جرثومية.

## التاريخ
تم تطوير هذه التقنية لأول مرة في سبعينيات القرن الماضي واستعملت أول مرة في إيطاليا في عام 1987 في عملية قلب مفتوح.
بدأ استعمال العلاج بالبلازما الغنية بالصفائح يكتسب شعبيته في تسعينيات القرن الماضي. وتم تطبيقه على العديد من المجالات الطبية كعمليات التجميل وطب الأسنان والطب الرياضي والتحكم بالألم.

## المكونات
فعالية بعض عوامل النمو في شفاء الإصابات المختلفة وتركيزات هذه العوامل النمو وجدت داخل PRP هي الأساس النظري لاستخدام PRP في إصلاح الأنسجة. يتم تنشيط الصفائح الدموية التي تم جمعها في PRP بإضافة الثرومبين والكالسيوم كلوريد، الذي يحث على الإفراج عن هذه العوامل من حبيبات ألفا. عوامل النمو والسيتوكينات الأخرى الموجودة في PRP ما يلي:
- عامل نمو مشتق من الصفيحات.
- عامل النمو المتحول بيتا.
- عامل نمو الخلايا الليفية.
- عامل النمو 1 الذي يشبه الانسولين.
- عامل النمو 2 الذي يشبه الانسولين .
- عامل نمو بطانة الأوعية الدموية.
- عامل نمو البشرة.
- انترلوكين 8 .
- عامل النمو الخلية الكيراتينية.
- عامل نمو الأنسجة الضامة.

## التحضيرات

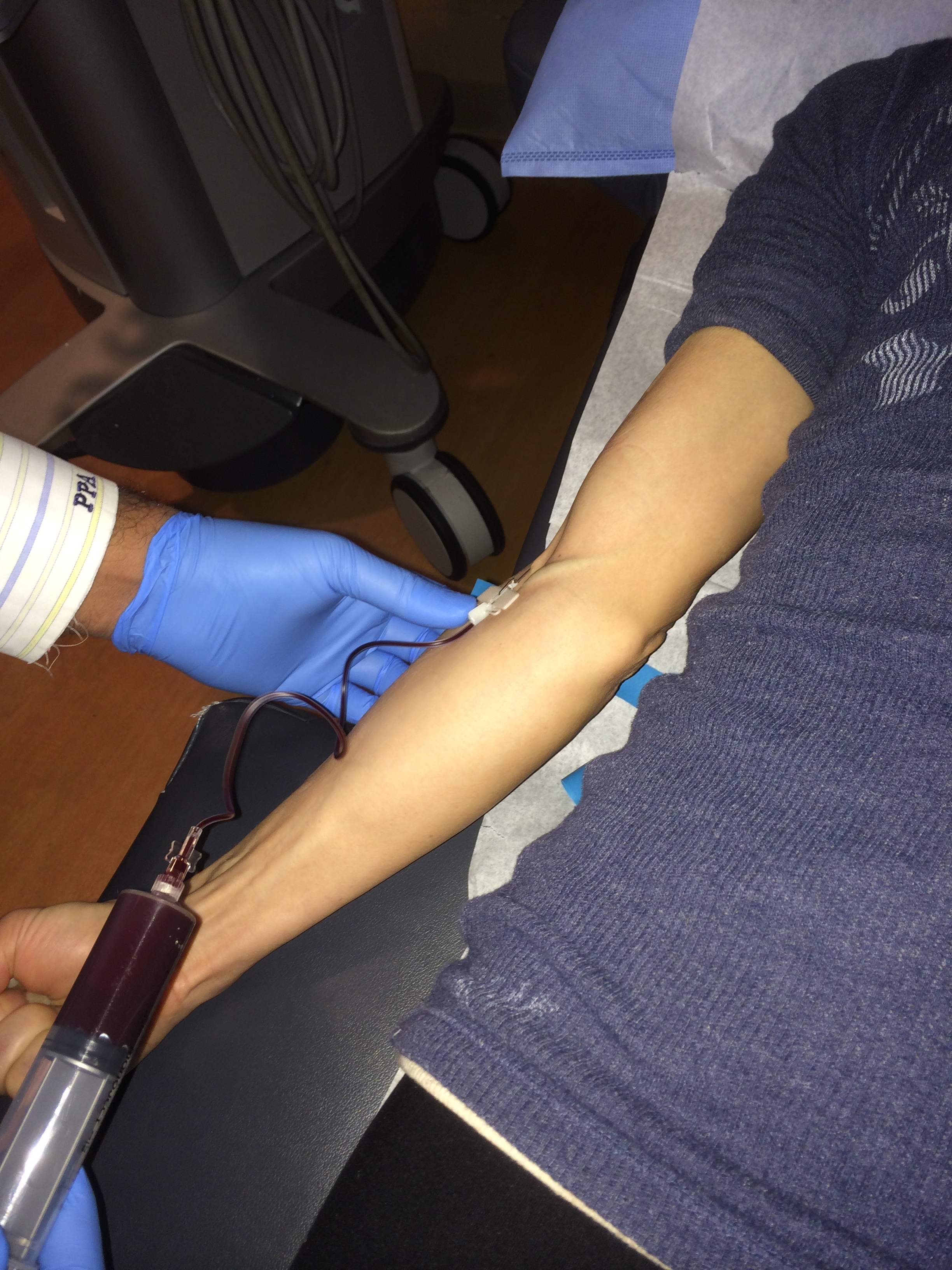
سحب عينة دم

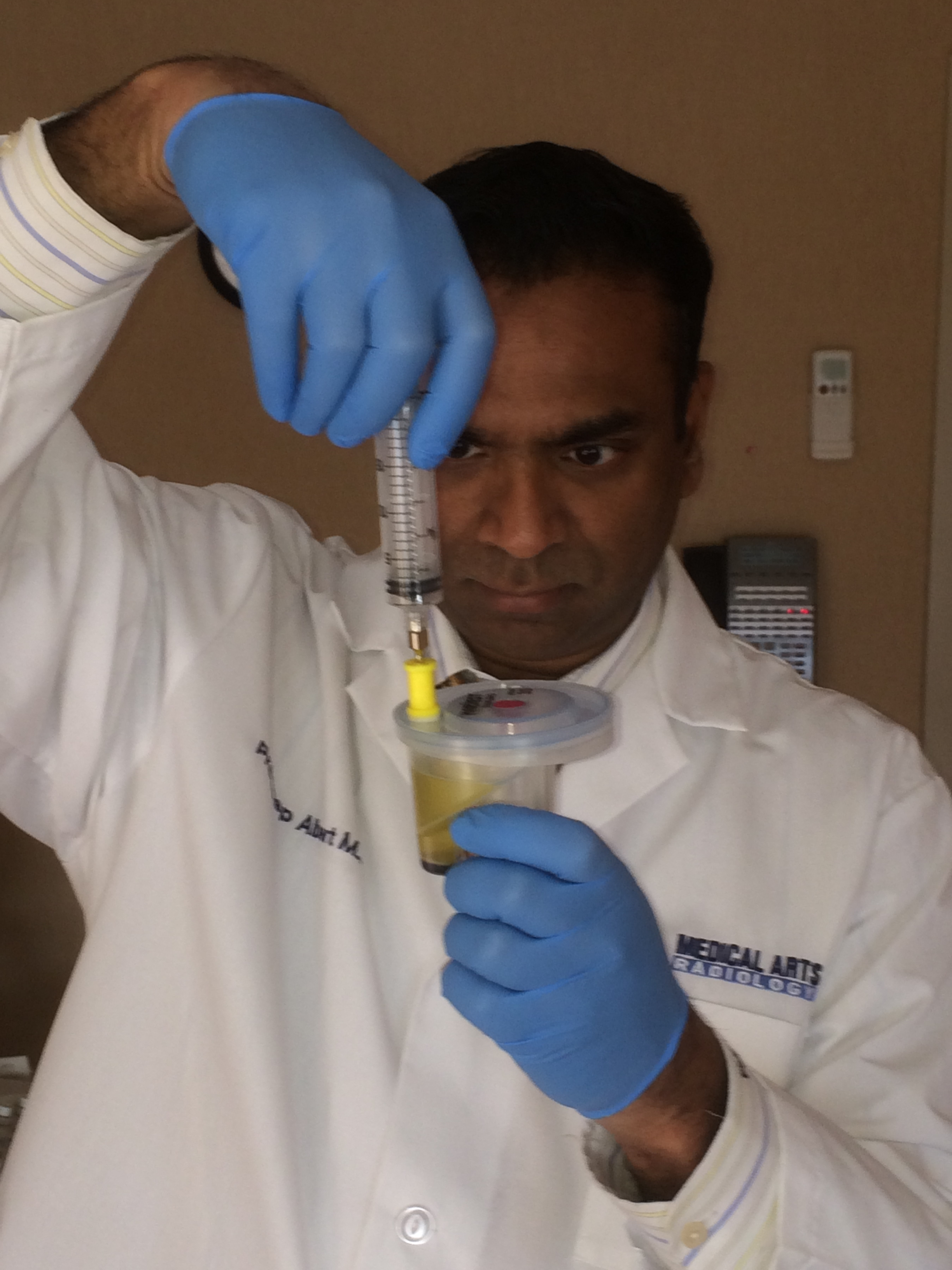
بعد عمليتي طرد مركزي يتم سحب البلازما الغنية بالصفائح

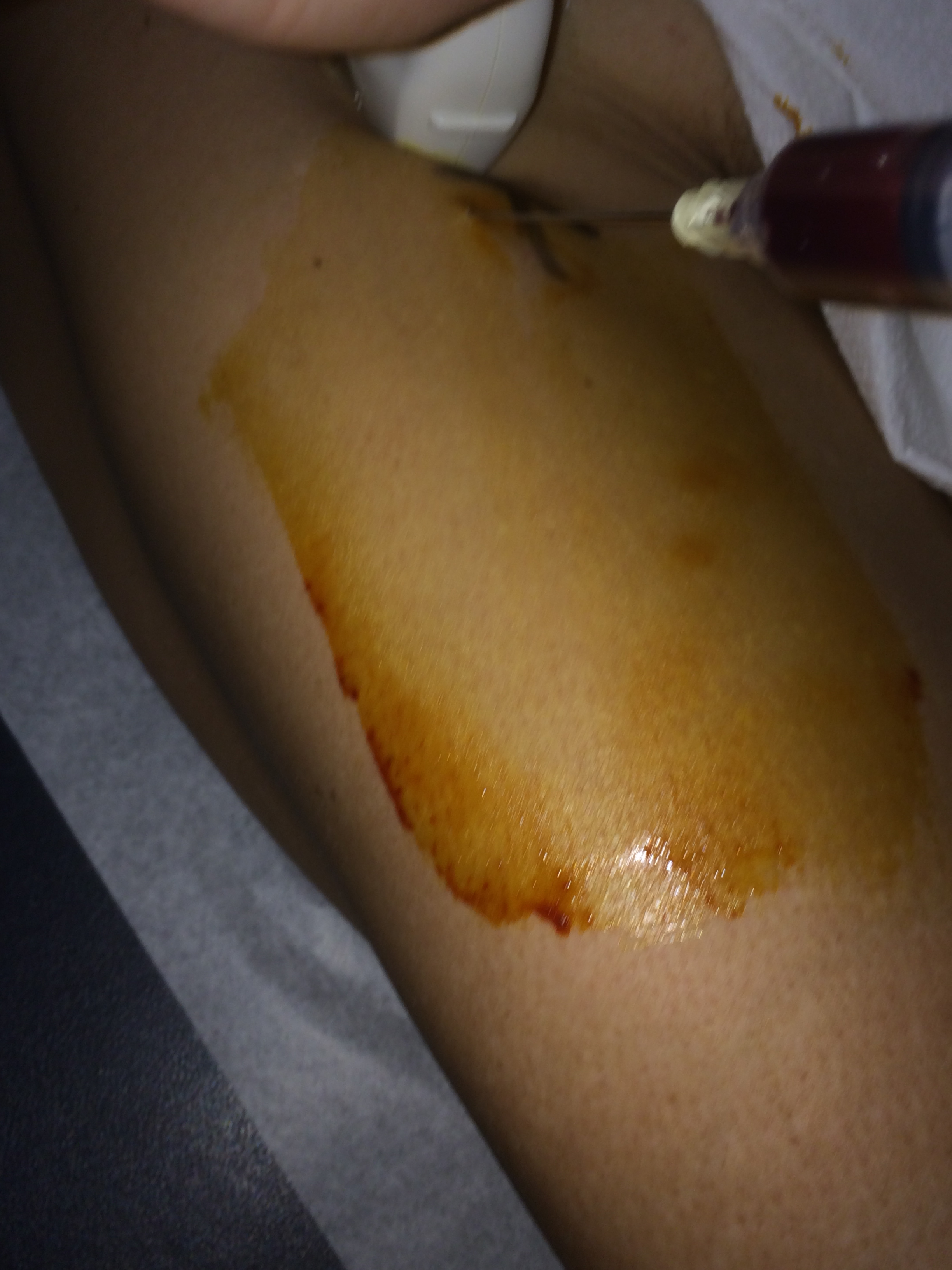
البلازما الغنية بالصفائح تحقن في منطقه الجرح بواسطة الأمواج فوق الصوتية

يوجد إلى الآن طريقتان لتحضير الـ PRP تم الموافقة عليها من إدارة الغذاء والدواء الأميركية كلا الطريقتين تتضمن تجميع عينات دم (المضاف لها مانع تجلط الدم مادة السيتريت ديكستروز) قبل خضوعها لمرحلتين من عملية الطرد المركزي .
مصممه لفصل جزء الصفائح من البلازما قليلة الصفائح وخلايا الدم الحمراء.
يبلغ عدد الصفائح المثالي في الإنسان تقريبا 200000 لكل مايكرو لتر .بينما عدد الصفائح في الـPRP يبلغ الخمس أضعاف.
يوجد تغيرات واسعة في إنتاج PRP من خلال وجود العديد من الأجهزة وتقنيات تركيز الصفائح.

### آلية التحضير
يتم سحب كمية دم بسيطة من المريض (8 مل تقريباً) ويتم السحب في أنابيب سويسرية خاصة لذلك الغرض، معقمة وحاصلة على شهادات التسجيل الأمريكية والسويسرية والفرنسية. ثم يتم وضع هذا الدم في جهاز خاص هو جهاز الطرد المركزي يقوم بفصل كريات الدم الحمراء عن البلازما ونتيجة لهذا الإجراء نحصل على بلازما غنية بالصفائح الدموية (prp)ويستغرق هذا الإجراء دقائق معدودة (5-9 دقائق).
بعد ذلك يقوم الطبيب بحقن هذه البلازما الغنية بالصفائح الدموية في المكان الذي يحتاج إلى إعادة الحيوية وتجديد الخلايا والكولاجين مرة أخرى.

## الاستخدامات
- المشاكل الجلدية: لمعالجة التجاعيد، الهالات السوداء تحت العين، حالات تساقط الشعر.
- المشاكل العظمية: خشونة الركبة، الأمراض التنكسية للفقرات الظهرية والمفاصل بالجسم، إصابة مرفق التنس، متلازمة النفق الرسغي واصابات الأوتار العضلية.

## الفوائد
يمكن للمرضى رؤية تحسن كبير في الأعراض وكذلك عودة ملحوظة وظيفة. وهذا قد يزيل الحاجة لعلاج أكثر عدوانية طويلة الأجل مثل الأدوية أو الجراحة.

## التطبيقات السريرية
تم فحص واستخدام البلازما الغنية بالصفائح على الإنسان كأداة علاجية لأنواع متعددة من العلاجات مثل : الأضرار العصبية والتهاب الأوتار، والإلتهاب العظمي المفصلي وأضرار عضلة القلب وإصلاح وإعادة بناء العظام والجراحة التجميلية  وجراحة الفم. كسبت البلازما الغنية بالصفائح شعبيتها من خلال تطبيقها في مجال علاج الإصابات الرياضية لدى اللاعبين المحترفين.

### إعادة نمو الشعر
واستخدمت ال PRP أيضا كعلاج لإعادة نمو الشعر الساقط بسبب زيادة هرمون الذكورة
وفي فحص 2013 نصت أنها مازالت تحتاج لأدلة أكثر لتحديد إذا ما كانت فعالة لهذا الاستخدام.

## المصداقية الطبية
أكدت نتائج المحاولات القبل سريرية والقائمة على الأساس العلمي موافقتها على مثل هذه العمليات بدرجة كبيرة .
كان استخدامها في علاج الأضرار العصبية وفي الطب الرياضي مبشراً وواعداً بالرغم من نتائجه في البداية كانت متضاربة وغير منسجمة في المحاولات الأولى. في 2009 أعلنت الهيئة المنظمة للأدب العلمي انه هناك القليل من التجارب السريرية المحكمة التي تم تقيميها قد حصلت على درجة كافية من الأمان وقدرة البلازما الغنية بالصفائح على العلاج، ضامنةً أنها سوف تكون تقنية واعدة، لكن بلا أدلة إلى الآن، لعلاج إصابات المفاصل والأربطة والأوتار والعضلات.
مؤيدي تقنية العلاج بالـ PRP تناقشوا حول النتائج الطبية السلبية المتعلقة بفقر جودة PRP الناتجة عن أجهزة النسج الفردي اللامناسبة . في الحقيقة انه معظم الأجهزة المجمعة وجدت أن النسبة المئوية لعدد الصفائح متفاوتة ومتغيرة عند الكثيرين . حيث أنه هناك تباين كبير بين الأفراد في تركيز الصفائح في البلازما.
الافراط في الزيادة ليس مهماً في هذه الحالة.الاختلاف في أساليب تركيز الصفائح ممكن أن يؤثر في خواص عملية زوال الحبيبات التي قد تأثر على النتائج الطبية لم يجد تحليل كوكرين لعام 2010 الدلائل أن تقنيه الـ PRP وفرت أي فائدة عند استخدامها في عملية رفع الجيوب الأنفية أو خلال الزراعة السنية. لكنها وفي عام 2014 وجدت أدلة ضعيفة في أنها قادرة لتقليل الألم في الحالات التي يتم استخدام هذه التقنية فيها للعلاج لمدة قصيرة تصل ل 3 أشهر، كما في جروح العضلات الهيكلية .المعلومات المجمعة لم تظهر فرق في الوظيفة سواء كانت مدة العلاج طويلة أو متوسطه أو قصيرة .إذ وجدت أدلة ضعيفة تقترح أن الأحداث المعاكسة (الضارة) تحدث على شكل متماثل وفي معدلات قليله بين الناس الذين يستخدمون هذه التقنية والذين لا يستخدمونها.
نشرت دراسة في عام 2019 في مجلة Journal of Cosmetic Dermatology وشملت 343 مريضًا، وأكدت النتائج فعالية البلازما في زيادة كثافة الشعر، دون رصد أي آثار جانبية خطيرة لهذا الإجراء. 

## الاستخدام في الخيول
البلازما الغنية بالصفائح استخدمت في الخيول لعلاج عرج الخيول
تضمن الاستخدام في جروح الأربطة والأوتار ولعلاج الجروح والكسور والالتهاب العظمي المفصلي وتكيس العظام .

## تأثير المنشطات
بعض المفاهيم أثارت لدى الكثير أن العلاج في هذه التقنية يتعدى على قواعد مكافحة المنشطات الصادرة عن وكالة مكافحة المنشطات العالمية. حيث أنه ليس واضحا إلى الآن إذ أن الحقن الموضعي للـ PRPله تأثير على مستوى السايتوكاينات الدائرة في الدم في اختبار المنشطات في الدم .وإن كان العلاج في هذه التقنية له آثار على عمليات البناء الشاملة أو الأداء.
في كانون الثاني من عام 2011, أزالت الوكالة العالمية ضد المنشطات حقن البلازما الغنية بالصفائح بالعضل من الاستخدام بعد أن تم تحديد فعلياً أنها تفتقر إلى أي أدله حاليه.
خضع، في نيسان 2014, Chris David الذي يبلغ الثامنة والعشرين من عمره حقنتين من الـ PRP لإسراع عملية شفاءه من جروحه .